# Бовзе
Бовзе (фр. Beauvezer) насеље је и општина у Француској у региону Прованса-Алпи-Азурна обала, у департману Горњопровансалски Алпи која припада префектури Кастелан.
По подацима из 2011. године у општини је живело 341 становника, а густина насељености је износила 12,64 становника/km². Општина се простире на површини од 26,98 km². Налази се на средњој надморској висини од 1150 метара (максималној 2.490 m, а минималној 1.120 m).

## Демографија
| 1962. | 1968. | 1975. | 1982. | 1990. | 1999. | 2011. |
| ----- | ----- | ----- | ----- | ----- | ----- | ----- |
| 176   | 215   | 211   | 222   | 226   | 278   | 341   |

График промене броја становника у току последњих година